# Ius Non Scriptum

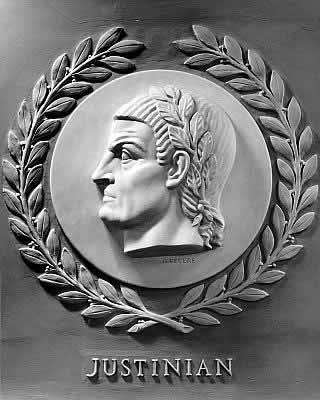
Justiniano.

Ius non scriptum é uma forma em latim de direito consuetudinário tradicional, envolvendo o costume, o hábito e o uso (mos ou mores maiorum, consuetudo, usus).

## História

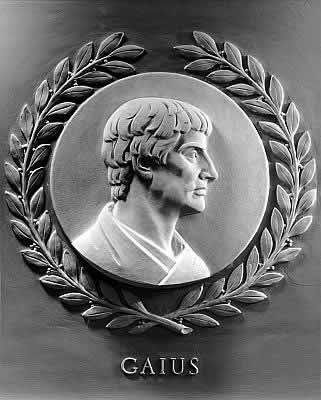
Jurisconsulto Gaio.

O Direito Romano arcaico compôs-se principalmente pelo Direito não escrito. A divisão do Direito entre escrito e não escrito era bem conhecida entre os romanos, e ainda que Gaio tenha feito referência a esta dicotomia (G.1.1. - omnes populi qui moribus et legibus reguntur), não chegou a conceituar as espécies, o que Justiniano faria em suas Instituições, explicando que o "Direito não escrito é aquele comprovado pelo uso" (J.1.2.9. – ex non scripto ius venit quod usus comprobavit).

## Usos
Além desses, incluía também as primitivas decisões dos magistrados, que inicialmente também não eram escritas. Distinguem-se:
- mores maiorum: costumes dos antepassados transmitidos de geração em geração;
- consuetudo: hábitos de comportamento de menor importância;
- usus: práticas sociais aprovadas pelo uso frequente;
- res iudicata: decisões reiteradas dos magistrados, ainda não escritas.